# X Factor 2009 (Danmark)
X Factor 2009 var 2. sæson af den danske udgave af det britiske talentshow X Factor, der havde premiere den 2. januar 2009 på DR1. Remee, Lina Rafn og Thomas Blachman vendte tilbage som dommere, mens Lise Rønne vendte tilbage som vært.
Linda Andrews vandt finalen mod Alien Beat Club den 27. marts 2009, hvor de begge sang "Det bedste til sidst", skrevet af Søren Rasted.

## Deltagere

### Asian Sensation
Asian Sensation er en dansk musikgruppe. Gruppen består af 3 drenge, som der oprindeligt stammer fra Sri Lanka i Asien, Kautham på 16, Daneshan på 16 og Danushan på 18 år. De er alle sammen i familie, Daneshan og Danushan er brødre og Kautham er deres fætter. De elsker at synge sammen, optræde og gøre folk glade.

### Lucas
Lucas Francis Claver (født 8. november 1993) er en dansk sanger fra Hundested. Han røg ud i det 5. liveshow den 13. marts 2009, mens han stod i farezonen allerede i det 2. liveshow mod Claus, men Remee gav ham endnu en chance for at være med i X Factor. Han synger bl.a. meget John Mayer. Han røg ud af X Factor den 13. marts 2009, og fik en 5. plads.

### Sidsel
Sidsel Lieknins Vestertjele (født 29. maj 1992) er en dansk sanger. Hun røg ud af X Factor den 20. marts 2009, og nåede dermed ikke til finalen.

### Mohamed
Mohamed Ahmad Ali (født 7. september 1993) er en dansk sanger. Han bor i Nørresundby. Under deltagelsen i X-Factor 2009 var hans bedste venner Lucas og Sidsel. Hans forældre blev skilt for tre år siden. I finalen fik han færrest sms-stemmer i første runde og måtte se Alien Beat Club og den senere vinder Linda gå videre til anden runde. Selvom han endte på en tredjeplads, scorede han en pladekontrakt med Sony Music, ligesom vinderen, Linda Andrews. Han elsker at danse og synge. Hans store idoler er Justin Timberlake, Chris Brown, Ne-Yo & Michael Jackson, fordi de både danser og synger. Mohamed har også været med i "Scenen er din", i 2007. Han optrådte i maj 2009 som opvarmning for Beyoncé da hun var i Danmark og har også optrådt som opvarmning for Ne-Yo.

### Seest
Claus Seest Christensen  (født 10. februar 1974) er en dansk sanger og sangskriver, der bl.a. har sunget kor for Burhan G, Anna David og Jokeren. Han røg ud i tredje live-show.

### Tårnhøj
Tårnhøj er en dansk musikgruppe, der røg ud i det allerførste live-show, efter at havde spillet nummeret fra Alanis Morrisette, Uninvited. Gruppen består af Anne-Gia Mortensen (født 20. november 1978), Louise Tårnhøj (født 8. januar 1981) og Mads Schiøth (født 13. september 1984). Til udtagelsen i konkurrencen hed de Lulu Hightower, men fik ændret dette i løbet af bootcampen.
Gruppen har spillet sammen siden starten af 2008, og spiller hovedsageligt musik skrevet af Louise Taarnhøj. Genren er sing/songwriter med en pop/rock-kant. Tårnhøj har senere hen skiftet navn til Liberty Of Lulu.

### Linda
Linda Andreasen (født 19. oktober 1973 i Tórshavn, Færøerne) med kunstnernavnet Linda Andrews, er en færøsk gospelsangerinde. Hun er mest kendt som vinderen af DR1's X Factor 2009 den 27 marts 2009.
Linda har 4 ældre søskende. Som 14-årig tog hun på efterskole i Mariager. Efter tiende klasse tog hun tilbage til Færøerne, hvor hun tog en handelsskole-uddannelse. I en alder af 19 var hun leder for 11 medarbejdere hos den islandske supermarkedskæde Bónus på Færøerne.

### Alien Beat Club
Alien Beat Club eller forkortet ABC er en dansk popgruppe. Gruppen er mest kendt for sin deltagelse i X Factor 2009, hvor de blev nummer to. Gruppen består af Kasper på 24 år, Patricia på 21 år, Marcel på 17 år og Stephanie på 16 år.

### Claus
Claus Lillelund (født 30. marts 1978) er en dansk sanger, kendt fra X Factor 2009 hvor han røg ud af konkurrencen i andet liveshow i 2009, desuden det progressive metalband Smaxone, fra Aalborg. Til dagligt er han skolelærer i en 9. klasse på en privatskole i Aalborg. Foruden at være klasselærer, underviser Claus i bl.a. musik, billedkunst og historie. Han røg ud af X Factor den 20. februar 2009.

## Finalister
– Vinder
     – Andenplads
     – Trejdeplads
     – Udstemt
| Kategori (mentor)   | Kunstner             | Kunstner        | Kunstner                    | Kunstner |
| ------------------- | -------------------- | --------------- | --------------------------- | -------- |
| Under 25 (Blachman) | Lucas Francis Claver | Mohamed Ali     | Sidsel Lieknins Vestertjele |          |
| Over 25 (Rafn)      | Linda Andrews        | Claus Lillelund | Seest Christensen           |          |
| Grupper (Remee)     | Asian Sensation      | Alien Beat Club | Tårnhøj                     |          |

## Live shows

### Statistik
Farvekoder:
| – | Blachman som mentor (Under 25) |
| – | Remee som mentor (Grupper)     |
| – | Lina Rafn som mentor (Over 25) |

| – | Vinder                                                                            |
| – | Andenplads                                                                        |
| – | Deltageren var blandt de to med laveste stemmer, og skulle synge igen I Farezonen |
| – | Deltageren blev råbt op som værende gået videre (vilkårlig rækkefølge)            |
| – | Deltageren fik færrest seerstemmer og røg som følge heraf direkte ud              |

| Deltager           | Deltager           | Uge 1                    | Uge 2                         | Uge 3                              | Uge 4                               | Uge 5                     | Uge 6 | Uge 7 | Uge 7 | |
| Deltager           | Deltager           | Uge 1                    | Uge 2                         | Uge 3                              | Uge 4                               | Uge 5                     | Uge 6 | 1. runde | 2. runde | |
| ------------------ | ------------------ | ------------------------ | ----------------------------- | ---------------------------------- | ----------------------------------- | ------------------------- | --- | --- | --- | --- |
| 1                  | Linda Andrews      |                          |                               |                                    |                                     |                           | | | Vinder (Uge 7) | |
| 2                  | Alien Beat Club    |                          |                               |                                    |                                     |                           | | | Andenplads (Uge 7) | |
| 3                  | Mohamed Ali        |                          |                               |                                    |                                     |                           | | 3. | Udstemt (Uge 7) | |
| 4                  | Sidsel Vestertjele |                          |                               |                                    |                                     |                           | | Udstemt (Uge 6) | Udstemt (Uge 6) | |
| 5                  | Lucas Claver       |                          |                               |                                    |                                     |                           | Udstemt (Uge 5)                                                                                                   | Udstemt (Uge 5) | Udstemt (Uge 5) | |
| 6                  | Asian Sensation    |                          |                               |                                    |                                     | Udstemt (Uge 4)           | Udstemt (Uge 4)                                                                                                   | Udstemt (Uge 4) | Udstemt (Uge 4) | |
| 7                  | Seest Christensen  |                          |                               |                                    | Udstemt (Uge 3)                     | Udstemt (Uge 3)           | Udstemt (Uge 3)                                                                                                   | Udstemt (Uge 3) | Udstemt (Uge 3) | |
| 8                  | Claus Lillelund    |                          |                               | Udstemt (Uge 2)                    | Udstemt (Uge 2)                     | Udstemt (Uge 2)           | Udstemt (Uge 2)                                                                                                   | Udstemt (Uge 2) | Udstemt (Uge 2) | |
| 9                  | Tårnhøj            |                          | Udstemt (Uge 1)               | Udstemt (Uge 1)                    | Udstemt (Uge 1)                     | Udstemt (Uge 1)           | Udstemt (Uge 1)                                                                                                   | Udstemt (Uge 1) | Udstemt (Uge 1) | |
|                    |                    |                          |                               |                                    |                                     |                           | | | | |
| Laveste stemmer    | Laveste stemmer    | Claus Lillelund, Tårnhøj | Lucas Claver, Claus Lillelund | Asian Sensation, Seest Christensen | Sidsel Vestertjele, Asian Sensation | Lucas Claver, Mohamed Ali | Sidsel Vestertjele, Mohamed Ali                                                                                   | Ingen dommerstemmer eller deltagere i farezone: Det er alene offentlige stemmer der afgør, hvem der bliver elimineret, og hvem der i sidste ende vinder. | Ingen dommerstemmer eller deltagere i farezone: Det er alene offentlige stemmer der afgør, hvem der bliver elimineret, og hvem der i sidste ende vinder. | Ingen dommerstemmer eller deltagere i farezone: Det er alene offentlige stemmer der afgør, hvem der bliver elimineret, og hvem der i sidste ende vinder. |
| Blachman stemte ud | Blachman stemte ud | Tårnhøj                  | Claus Lillelund               | Seest Christensen                  | Asian Sensation                     | Lucas Claver              | Ingen dommerstemmer: Det er alene seernes stemmer, der afgør, hvem der går videre, og hvem der bliver elimineret. | Ingen dommerstemmer eller deltagere i farezone: Det er alene offentlige stemmer der afgør, hvem der bliver elimineret, og hvem der i sidste ende vinder. | Ingen dommerstemmer eller deltagere i farezone: Det er alene offentlige stemmer der afgør, hvem der bliver elimineret, og hvem der i sidste ende vinder. | Ingen dommerstemmer eller deltagere i farezone: Det er alene offentlige stemmer der afgør, hvem der bliver elimineret, og hvem der i sidste ende vinder. |
| Rafn stemte ud     | Rafn stemte ud     | Tårnhøj                  | Lucas Claver                  | Asian Sensation                    | Asian Sensation                     | Mohamed Ali               | Ingen dommerstemmer: Det er alene seernes stemmer, der afgør, hvem der går videre, og hvem der bliver elimineret. | Ingen dommerstemmer eller deltagere i farezone: Det er alene offentlige stemmer der afgør, hvem der bliver elimineret, og hvem der i sidste ende vinder. | Ingen dommerstemmer eller deltagere i farezone: Det er alene offentlige stemmer der afgør, hvem der bliver elimineret, og hvem der i sidste ende vinder. | Ingen dommerstemmer eller deltagere i farezone: Det er alene offentlige stemmer der afgør, hvem der bliver elimineret, og hvem der i sidste ende vinder. |
| Remee stemte ud    | Remee stemte ud    | Claus Lillelund          | Claus Lillelund               | Seest Christensen                  | Sidsel Vestertjele                  | Lucas Claver              | Ingen dommerstemmer: Det er alene seernes stemmer, der afgør, hvem der går videre, og hvem der bliver elimineret. | Ingen dommerstemmer eller deltagere i farezone: Det er alene offentlige stemmer der afgør, hvem der bliver elimineret, og hvem der i sidste ende vinder. | Ingen dommerstemmer eller deltagere i farezone: Det er alene offentlige stemmer der afgør, hvem der bliver elimineret, og hvem der i sidste ende vinder. | Ingen dommerstemmer eller deltagere i farezone: Det er alene offentlige stemmer der afgør, hvem der bliver elimineret, og hvem der i sidste ende vinder. |
| Udstemt            | Udstemt            | Tårnhøj Niendeplads      | Claus Lillelund Ottendeplads  | Seest Christensen Syvendeplads     | Asian Sensation Sjetteplads         | Lucas Claver Femteplads   | Sidsel Vestertjele Fjerdeplads                                                                                    | Mohamed Ali Tredjeplads | Alien Beat Club Andenplads | |
| Udstemt            | Udstemt            | Tårnhøj Niendeplads      | Claus Lillelund Ottendeplads  | Seest Christensen Syvendeplads     | Asian Sensation Sjetteplads         | Lucas Claver Femteplads   | Sidsel Vestertjele Fjerdeplads                                                                                    | Mohamed Ali Tredjeplads | Linda Andrews Vinder | |

### Uge 1 (13. februar)
- Tema: Hits

| Rækkefølge | Kunstner           | Sang                               | Resultater   |
| ---------- | ------------------ | ---------------------------------- | ------------ |
| 1          | Asian Sensation    | "Stayin' Alive" (Bee Gees)         | Stemt videre |
| 2          | Seest Christensen  | "Wonderful World" (James Morrison) | Stemt videre |
| 3          | Mohamed Ali        | "1 Thing" (Amerie)                 | Stemt videre |
| 4          | Claus Lillelund    | "Ordinary People" (John Legend)    | I farezonen  |
| 5          | Tårnhøj            | "Uninvited" (Alanis Morissette)    | Stemt ud     |
| 6          | Lucas Claver       | "Tainted Love" (Gloria Jones)      | Stemt videre |
| 7          | Linda Andrews      | "Because Of You" (Kelly Clarkson)  | Stemt videre |
| 8          | Alien Beat Club    | "Warwick Avenue" (Duffy)           | Stemt videre |
| 9          | Sidsel Vestertjele | "Nothing Else Matters" (Metallica) | Stemt videre |

Dommerne stemte ud
- Thomas Blachman: Tårnhøj
- Lina Rafn: Tårnhøj
- Remee: Claus Lillelund

### Uge 2 (20. februar)
- Tema: Made in Denmark

| Rækkefølge | kunstner           | Sang                                         | Resultater   |
| ---------- | ------------------ | -------------------------------------------- | ------------ |
| 1          | Lucas Claver       | "Hvorfor er lykken så lunefuld (Lars H.U.G.) | I farezonen  |
| 2          | Alien Beat Club    | "Dig og mig"/"Calabria" (Natasja)            | Stemt videre |
| 3          | Linda Andrews      | "Vårvise" (Sebastian & Sissel Kyrkjebø)      | Stemt videre |
| 4          | Sidsel Vestertjele | "Rocket Brothers" (Kashmir)                  | Stemt videre |
| 5          | Asian Sensation    | "Elsker hende mere" (Nik & Jay)              | Stemt videre |
| 6          | Claus Lillelund    | "Kys det nu" (Tv·2)                          | Stemt ud     |
| 7          | Mohamed Ali        | "Det er sent nu" (OneTwo)                    | Stemt videre |
| 8          | Seest Christensen  | "Transparent and glasslike" (Carpark North)  | Stemt videre |

Dommerne stemte ud
- Thomas Blachman: Claus Lillelund
- Lina Rafn: Lucas Claver
- Remee: Claus Lillelund

### Uge 3 (27. februar)
- Tema: Motown

| Rækkefølge | kunstner           | Sang                                               | Resultater   |
| ---------- | ------------------ | -------------------------------------------------- | ------------ |
| 1          | Linda Andrews      | "You Can't Hurry Love" (The Supremes)              | Stemt videre |
| 2          | Sidsel Vestertjele | "What Becomes Of The Brokenhearted" (Jimmy Ruffin) | Stemt videre |
| 3          | Asian Sensation    | "Dancing in the Street" (Martha and the Vandellas) | I farezonen  |
| 4          | Seest Christensen  | "Lately" (Stevie Wonder)                           | Stemt ud     |
| 5          | Lucas Claver       | "Baby Love" (The Supremes)                         | Stemt videre |
| 6          | Alien Beat Club    | "I'll Be There" (Jackson 5)                        | Stemt videre |
| 7          | Mohamed Ali        | "I Want You Back" (Jackson 5)                      | Stemt videre |

Dommerne stemte ud
- Thomas Blachman: Seest Christensen
- Lina Rafn: Asian Sensation
- Remee: Seest Christensen

### Uge 4 (6. marts)
- Tema: ABBA

| Rækkefølge | kunstner           | Sang                                 | Resultater   |
| ---------- | ------------------ | ------------------------------------ | ------------ |
| 1          | Alien Beat Club    | "Voulez-Vouz" (ABBA)                 | Stemt videre |
| 2          | Sidsel Vestertjele | "Knowing Me, Knowing You" (ABBA)     | I farezonen  |
| 3          | Mohamed Ali        | "S.O.S." (ABBA)                      | Stemt videre |
| 4          | Asian Sensation    | "One Night in Bangkok" (Murray Head) | Stemt ud     |
| 5          | Linda Andrews      | "Money, Money, Money" (ABBA)         | Stemt videre |
| 6          | Lucas Claver       | "Does Your Mother Know" (ABBA)       | Stemt videre |

Dommerne stemte ud
- Thomas Blachman: Asian Sensation
- Lina Rafn: Asian Sensation
- Remee: Sidsel Vestertjele

### Uge 5 (13 .marts)
- Tema: DR Big Bandet

| Rækkefølge | Kunstner           | Sang                                  | Resultater   |
| ---------- | ------------------ | ------------------------------------- | ------------ |
| 1          | Mohamed Ali        | "Crazy in Love" (Beyoncé feat. Jay-Z) | I farezonen  |
| 2          | Lucas Claver       | "The Lovecats" (The Cure)             | Stemt ud     |
| 3          | Linda Andrews      | "Mercy" (Duffy)                       | Stemt videre |
| 4          | Sidsel Vestertjele | "How?" (John Lennon)                  | Stemt videre |
| 5          | Alien Beat Club    | "Toxic" (Britney Spears)              | Stemt videre |

Dommerne stemte ud
- Thomas Blachman: Lucas Claver
- Lina Rafn: Mohamed Ali
- Remee: Lucas Claver

### Uge 6 (20.marts)
- Tema: Sanne Salomonsen og Dedikation
- Gæsteoptræden: Sanne Salomonsen ("Hel igen")

| Rækkefølge | Artist             | Sang                                    | Rækkefølge | Sang                              | Resultat     |
| ---------- | ------------------ | --------------------------------------- | ---------- | --------------------------------- | ------------ |
| 1          | Sidsel Vestertjele | "Kærligheden Kalder" (Sanne Salomonsen) | 6          | "Tom's Diner" (Suzanne Vega)      | Stemt ud     |
| 2          | Alien Beat Club    | "Taxa" (Sanne Salomonsen)               | 5          | "I'm Yours" (Jason Mraz)          | Stemt videre |
| 3          | Linda Andrews      | "Hvis Du Forstod" (Sanne Salomonsen)    | 8          | "Unwritten" (Natasha Bedingfield) | Stemt videre |
| 4          | Mohamed Ali        | "Efter Festen" (Sneakers)               | 7          | "Dirty Diana" (Michael Jackson)   | I farezonen  |

De to som har fået færrest stemmer fra seerne skulle synge igen i farezonen derefter var det seerne der afgjorde hvem der gik videre til finalen.

### Uge 7 (27.marts)
- Tema: Frit valg hos deltagerne og singlen: "Det bedste til sidst"

| Rækkefølge | Artist          | Frit valg (original kunstner)                                            | Rækkefølge | Vindersinglen          | Resultat    |
| ---------- | --------------- | ------------------------------------------------------------------------ | ---------- | ---------------------- | ----------- |
| 1          | Mohamed Ali     | "If You're Not The One" (Daniel Bedingfield) / "Hot N Cold" (Katy Perry) |            |                        | Tredjeplads |
| 2          | Alien Beat Club | "Circle of Life" (Elton John) / "Just Dance" (Lady GaGa)                 | 5          | "Det bedste til sidst" | Andenplads  |
| 3          | Linda Andrews   | "So What" (Pink)                                                         | 4          | "Det bedste til sidst" | Vinder      |